# Benin op de Olympische Zomerspelen 1988
Benin nam deel aan de Olympische Zomerspelen 1988 in Seoul, Zuid-Korea. 

## Deelnemers en resultaten

### Atletiek
| Olympiër                                                                    | Discipline      | Resultaat | Prestatie                                       |
| --------------------------------------------------------------------------- | --------------- | --------- | ----------------------------------------------- |
| Issa Alassane-Ousséni                                                       | 100m (m)        | 47e       | serie 6: 3e in 10,72 kwartfinale 5: 8e in 10,83 |
| Issa Alassane-Ousséni                                                       | 200m (m)        | 45e       | serie 4: 4e in 21,74                            |
| José de Souza                                                               | 110m horden (m) | 38e       | serie 1: 7e in 15,05                            |
| Issa Alassane-Ousséni Patrice Mahoulikponto Fortune Ogouchi Dossou Vignissy | 4x100m (m)      | 24e       | serie 4: 5e in 41,52                            |
|                                                                             |                 |           |                                                 |
| Félicite Bada                                                               | 100m (v)        | 54e       | serie 1: 7e in 12,27                            |
| Félicite Bada                                                               | 200m (v)        | 50e       | serie 1: 6e in 25,42                            |

### Judo
| Olympiër            | Discipline | Resultaat | Prestatie                                         |
| ------------------- | ---------- | --------- | ------------------------------------------------- |
| Daniel Dohou Dossou | -71kg (m)  | 19e       | voorronde: vrij 1e ronde: V van GER Stranz: ippon |

Afghanistan · Algerije · Amerikaanse Maagdeneilanden · Amerikaans-Samoa · Andorra · Angola · Antigua en Barbuda · Argentinië · Aruba · Australië · Bahama’s · Bahrein · Bangladesh · Barbados · België · Belize · Benin · Bermuda · Bhutan · Birma · Bolivia · Bondsrepubliek Duitsland · Botswana · Brazilië · Britse Maagdeneilanden · Brunei · Bulgarije · Burkina Faso · Canada · Centraal-Afrikaanse Republiek · Chili · China · Chinees Taipei · Colombia · Congo-Brazzaville · Cookeilanden · Costa Rica · Cyprus · Denemarken · Djibouti · Dominicaanse Republiek · Duitse Democratische Republiek · Ecuador · Egypte · El Salvador · Equatoriaal-Guinea · Fiji · Filipijnen · Finland · Frankrijk · Gabon · Gambia · Ghana · Grenada · Griekenland · Groot-Brittannië · Guam · Guatemala · Guinee · Guyana · Haïti · Honduras · Hongarije · Hongkong · Ierland · IJsland · India · Indonesië · Irak · Iran · Israël · Italië · Ivoorkust · Jamaica · Japan · Joegoslavië · Jordanië · Kaaimaneilanden · Kameroen · Kenia · Koeweit · Laos · Lesotho · Libanon · Liberia · Libië · Liechtenstein · Luxemburg · Malawi · Malediven · Maleisië · Mali · Malta · Marokko · Mauritanië · Mauritius · Mexico · Monaco · Mongolië · Mozambique · Nederland · Nederlandse Antillen · Nepal · Nieuw-Zeeland · Niger · Nigeria · Noord-Jemen · Noorwegen · Oeganda · Oman · Oostenrijk · Pakistan · Panama · Papoea-Nieuw-Guinea · Paraguay · Peru · Polen · Portugal · Puerto Rico · Qatar · Roemenië · Rwanda · Saint Vincent en de Grenadines · Salomonseilanden · Samoa · San Marino · Saoedi-Arabië · Senegal · Sierra Leone · Singapore · Soedan · Somalië · Sovjet-Unie · Spanje · Sri Lanka · Suriname · Swaziland · Syrië · Tanzania · Thailand · Togo · Tonga · Trinidad en Tobago · Tsjaad · Tsjecho-Slowakije · Tunesië · Turkije · Uruguay · Vanuatu · Venezuela · Verenigde Arabische Emiraten · Verenigde Staten · Vietnam · Zaïre · Zambia · Zimbabwe · Zuid-Jemen · Zuid-Korea · Zweden · Zwitserland